# 尊室撰
尊室撰（1933年6月2日—），越南阮朝宗室，越南共和國軍軍官，曾任厚義省省長。

## 生平
1933年6月2日，尊室撰出生於越南大叻，因爲其父作爲阮朝官員在當地任職。是阮主阮福淍的後代，屬於阮朝尊室第七系第十二房。他在家鄉順化長大，並於1947年至1953年就讀於啓定中學。二十歲時，尊室撰接受動員，就讀於守德武科軍校第四期“剛決”。
1975年后被监禁于再教育营，后定居美国。

## 個人生活
尊室撰有學士學位。信仰天主教，育有一個女兒。

## 榮譽
- 第三等保國勳章[2]
- 第二等彰美佩星[2]

## 外部鏈接
- Đại Tá Tôn Thất Soạn （页面存档备份，存于）